# Bairatxki
Bairatxki (en ucraïnès i rus Байрачки) és una vila, un possiólok de l'óblast de Luhansk a Ucraïna, situada actualment a zona ocupada República Popular de Luhansk de la Rússia. El 2019 tenia 788 habitants.